# ADIF
ADIF（アーディフ、スペイン語：Administrador de Infraestructuras Ferroviarias（鉄道インフラ管理会社）の略）はスペインの鉄道インフラを管理する国営企業。スペイン政府内では運輸・持続可能モビリティー省の管轄であり、スペイン全土における線路、信号、駅などのインフラを管理している。EU指令で規定された、自然独占である鉄道インフラと、競争事業の運行事業を上下分離する方針に対応し、2005年に設立された。
旧レンフェ（旧スペイン国鉄）、スペイン狭軌鉄道（FEVE）、旧鉄道インフラ管理社（Gestor de Infraestructuras Ferroviarias、GIF）3社の法的継承会社である。旧レンフェの運行事業は新設された新レンフェに引き継がれた。FEVEに関しても同様の処置がとられた。

## 歴史
ADIFは、鉄道セクター法（Railway Sector Act）に基づいて2005年1月に設立された。この法律はEU指令で規定された、自然独占である鉄道インフラと、競争事業の運行事業を上下分離する方針に基づくものである。このEU指令の究極的な目的は、従来の鉄道事業者（スペインの場合はレンフェ）だけでなく、新規参入事業者も公平な条件で鉄道運行事業に参入できるようにし、自由な競争を促進することであった。
旧レンフェ（旧スペイン国鉄）、FEVE、旧鉄道インフラ管理社（Gestor de Infraestructuras Ferroviarias、GIF）3社の法的継承会社である。旧レンフェの運行事業は新設された新レンフェに引き継がれた。
2012年12月31日には狭軌鉄道についても上下分離が行われ、狭軌鉄道を運営していたFEVEは、車両・運行はレンフェに合併統合され、自治州政府に移管されなかったすべての狭軌インフラはADIFに統合された。

## 運営
ADIFは鉄道インフラ（線路、駅、貨物ターミナルなど）を管理運営し、各鉄道事業者の運行交通量を調整し、インフラ使用料を徴収している。